# 希臘和丹麥的康斯坦丁-艾力西奧王子
希腊和丹麦的康斯坦丁-艾力西奥（希臘語：Κωνσταντίνος Αλέξιος της Ελλάδας και της Δανίας；1998年10月29日—），生于希腊，父親是名義上的希臘王儲帕夫洛斯，祖父是希腊末代国王康斯坦丁二世。因希腊王室是丹麦王室的直系后代，所以同时也是丹麦王子。目前是不復存在的希腊王位第一繼承人。

## 生平
他于1998年10月29日出生于纽约市威尔康奈尔医学中心。在传统的希腊命名惯例中，第一个儿子以他们的祖父命名。他是玛丽亚-奥林匹亚公主的弟弟，阿奇利亚斯-安德烈亚斯王子、奥德西斯-基蒙王子和阿里斯蒂迪斯-斯塔夫罗斯王子的哥哥。
康斯坦丁-艾力西奥於1999年4月15日在倫敦希腊正教会圣索菲亚主教座堂舉行的希臘東正教儀式上受洗。他的教父母是叔叔希臘和丹麥的尼古拉斯王子；南斯拉夫王子迪米特里；丹麥王儲弗雷德里克；西班牙國王費利佩六世；威爾士親王威廉；瑞典維多利亞女王儲；阿姨亞歷山德拉·馮·芙絲汀寶王妃；和多麗絲·羅布斯。他的三位教父母是未來的君主，一位是在位的國王。

## 個人生活
2017年8月，他被乔治城大学錄取。赴美留學的決定早在惠靈頓公學畢業前一年就宣布了。康斯坦丁-艾力西奥也因其繪畫和雕塑的藝術技巧而聞名，這些雕塑經常受到希臘神話的啟發，並在Instagram上擁有超過十萬名粉絲。

## 頭銜、稱號、荣誉、徽章和旗幟
- 1998年10月29日–2023年1月10日：希腊和丹麦的康斯坦丁·艾力西奧王子殿下
- 2023年1月10日–至今：希腊王儲殿下、丹麦的康斯坦丁·艾力西奧王子殿下